# Godiva-Reaktor

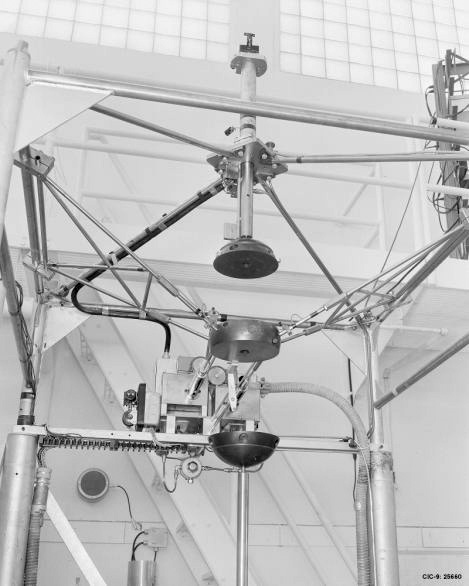
Godiva erzeugte Gamma- und Neutronenstrahlungsausbrüche, indem die drei Kugelteile vereinigt sowie ein Stab durch ein Loch in der Kugel fallen gelassen wurde. Das Bild zeigt den Reaktor in einer gesicherten Konfiguration.

Der Godiva-Apparat (englisch Godiva device, auch: Lady Godiva oder Godiva-Reaktor) war ein nicht abgeschirmter, gepulster Forschungsreaktor, der im Los Alamos National Laboratory (LANL) in New Mexico vom April 1952 bis Februar 1957 in Betrieb war. Er wurde in der technischen Abteilung 18 (TA-18) verwendet und zur Erzeugung von kontrollierten Gamma- und Neutronenstrahlungspulsen genutzt. Bestrahlt wurden Testobjekte zwecks Untersuchung der Materialien unter Strahlenbelastung.
Der Name Godiva stammt von dem Physiker Otto Frisch. Er nannte den Reaktor in Anlehnung an die englische Legende von Lady Godiva so, „… weil er nackt und ungeschützt war …“.
Der Reaktorkern war eine Kugel aus metallischem, hochangereichertem Uran von etwa 30 cm Durchmesser. Die Kugel war dreigeteilt und befand sich am oberen Ende eines zwei Meter hohen Metallgerüsts.
Zur Erzeugung eines Strahlungspulses wurden zunächst die drei Kugelteile vereinigt und dann ein ebenfalls aus hochangereichertem Uran bestehender Zylinder durch ein Bohrloch fallen gelassen, das durch das Zentrum der Kugel führte. Kugel und Zylinder zusammen ergaben kurzzeitig eine kritische Masse, so dass eine Kernspaltungs-Kettenreaktion einsetzte, die schnell wieder erlosch.
Das Reaktordesign wurde anhand eines Vorgängersystems namens Jemina gewählt. Jemina setzte ferngesteuert mehrere Scheiben angereichertes Uran aufeinander, um eine kritische Masse zu erreichen. Am 18. April 1952 wurde infolge einer Fehlberechnung zu viel Spaltmaterial zusammengesetzt, was zu einem prompt überkritischen Zustand und einer Reaktorschnellabschaltung führte. Die Schnellabschaltungstechnik wurde bei Godiva noch verbessert.
Otto Frisch selber erhielt eine größere Dosis ionisierender Strahlung, als er sich während Wartungsarbeiten im Jahr 1954 für ein paar Sekunden über den Apparat lehnte. Er bemerkte, dass die Kontrolllampen des Neutronendetektors kontinuierlich leuchteten. Frischs Körper reflektierte eine genügend große Menge von Neutronen auf den Reaktor zurück und brachte ihn so in kritischen Zustand. Frisch lehnte sich sofort zurück und entfernte einen Teil des Urans. Er hatte keine Beschwerden, meinte aber: „Ein paar Sekunden länger und die Dosis wäre wahrscheinlich tödlich gewesen.“

## Außerbetriebnahme

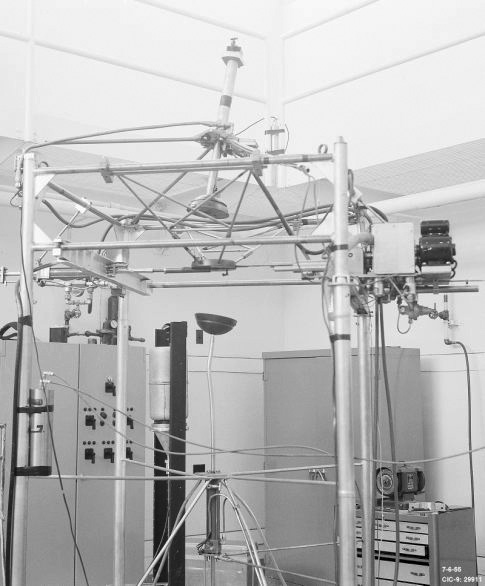
Godiva nach dem Kritikalitätsunfall vom 3. Februar 1954.

Am 3. Februar 1954 und 12. Februar 1957 ereigneten sich Unfälle mit prompter Kritikalität, bei denen glücklicherweise niemand verletzt wurde. Der Reaktor war nach dem zweiten Unfall irreparabel beschädigt und wurde außer Betrieb genommen. Als Ersatz wurde Godiva II gebaut. Dieser Reaktor war bis mindestens 1961 in Betrieb.